# Japan Soccer League 1978
Die Japan Soccer League 1978 war die vierzehnte Spielzeit der japanischen Japan Soccer League. An ihr nahmen 20 Vereine teil. Meister wurden die Mitsubishi Heavy Industries.

## Ergebnisse

### Division 1
| Pl. | Verein                      | Sp. | S  | N  | Tore  | Diff. | Punkte |
| --- | --------------------------- | --- | -- | -- | ----- | ----- | ------ |
| 1   | Mitsubishi Heavy Industries | 18  | 14 | 4  | 30:13 | +17   | 54     |
| 2   | Yanmar Diesel               | 18  | 12 | 6  | 33:26 | +7    | 47     |
| 3   | Fujita Industries           | 18  | 12 | 6  | 35:14 | +21   | 46     |
| 4   | Yomiuri                     | 18  | 11 | 7  | 40:30 | +10   | 43     |
| 5   | Hitachi                     | 18  | 9  | 9  | 26:30 | −4    | 34     |
| 6   | Toyo Industries             | 18  | 10 | 8  | 23:34 | −11   | 34     |
| 7   | Nippon Kokan                | 18  | 7  | 11 | 19:21 | −2    | 30     |
| 8   | Nippon Steel                | 18  | 7  | 11 | 16:18 | −2    | 26     |
| 9   | Fujitsu                     | 18  | 4  | 14 | 14:29 | −15   | 17     |
| 10  | Furukawa Electric           | 18  | 4  | 14 | 9:30  | −21   | 15     |

### Division 2
| Pl. | Verein                | Sp. | S  | N  | Tore  | Diff. | Punkte |
| --- | --------------------- | --- | -- | -- | ----- | ----- | ------ |
| 1   | Honda Motors          | 18  | 14 | 4  | 39:9  | +30   | 57     |
| 2   | Nissan Motors         | 18  | 12 | 6  | 30:16 | +14   | 46     |
| 3   | Kofu SC               | 18  | 10 | 8  | 32:33 | −1    | 38     |
| 4   | Yanmar Club           | 18  | 11 | 7  | 29:31 | −2    | 38     |
| 5   | Tanabe Pharmaceutical | 18  | 10 | 8  | 23:16 | +7    | 37     |
| 6   | Teijin                | 18  | 9  | 9  | 25:22 | +3    | 34     |
| 7   | Toshiba               | 18  | 9  | 9  | 20:20 | ±0    | 34     |
| 8   | Sumitomo Metals       | 18  | 7  | 11 | 29:28 | +1    | 30     |
| 9   | Toyota Motors         | 18  | 6  | 12 | 26:42 | −16   | 25     |
| 10  | Kyoto Shiko Club      | 18  | 2  | 16 | 15:51 | −36   | 8      |

## Preise

### Torschützenkönige
- Carvalho (15 Tore) (Fujita Industries)

### Rookie des Jahres
- Noboru Nagao (Mitsubishi Heavy Industries)

### Best XI
- Mitsuhisa Taguchi (Mitsubishi Heavy Industries)
- Tsutomu Sonobe (Fujita Industries)
- Kazuo Saitō (Mitsubishi Heavy Industries)
- Keizō Imai (Fujita Industries)
- Hiroshi Ochiai (Mitsubishi Heavy Industries)
- Nobuo Fujishima (Nippon Kokan)
- Mitsunori Fujiguchi (Mitsubishi Heavy Industries)
- Jair (Yomiuri)
- Yoshikazu Nagai (Furukawa Electric)
- Carvalho (Fujita Industries)
- Kunishige Kamamoto (Yanmar Diesel)